# José Cândido de Carvalho
José Cândido de Carvalho (Campos dos Goytacazes, 5 de agosto de 1914 — Niterói, 1 de agosto de 1989) foi um advogado, jornalista e escritor brasileiro, mais conhecido como o autor da obra O coronel e o lobisomem.

## Biografia
Filho de lavradores portugueses, Bonifácio de Carvalho e Maria Cândido de Carvalho. Nas férias escolares, chegou a trabalhar como ajudante de farmacêutico, cobrador e trabalhador em uma refinaria de açúcar.
Iniciou suas atividades de jornalista como revisor no jornal “O Liberal”, durante a Revolução de 1930. Foi posteriormente redator, tendo colaborado em vários jornais, entre eles “O Dia”, “Gazeta do Povo” e “Monitor Campista”, todos estabelecidos em Campos.
Formou-se em Direito pela Faculdade de Direito do Rio de Janeiro, em 1937, mas abandonou a profissão no primeiro caso.
Seu primeiro romance foi Olha para o céu, Frederico!, publicado em 1939 pela Editora Vecchi. 

Mudando-se para a cidade do Rio de Janeiro, no bairro de Santa Teresa, passou a trabalhar no jornal “A Noite”.

Foi redator no Departamento Nacional do Café, onde ficou até 1942, quando a convite de Amaral Peixoto (interventor no Estado do Rio) foi dirigir o jornal “O Estado” e passou a residir em Niterói.
A partir de 1957 foi trabalhar em “O Cruzeiro”, por cuja editora publicou em 1964 seu segundo romance, O coronel e o lobisomem, verdadeiro best seller com mais de cinquenta e cinco edições até hoje. Considerado um dos grandes romances da literatura brasileira, foi posteriormente publicado em Portugal e traduzido para inglês, espanhol, francês e alemão. O livro obteve ainda o Prêmio Jabuti, o Prêmio Coelho Neto e o Prêmio Luísa Cláudio de Sousa.
Em 1970 assumiu como diretor da Rádio Roquette-Pinto, tendo passado em 1974 a diretor do Serviço de Radiodifusão Educativa do MEC. Entre 1976 a 1981 foi presidente da Funarte.

Também escreveu obras infanto-juvenis, sendo a mais famosa delas Gil no Cosmos.
Continuou colaborando em diversos jornais até poucos dias antes de sua morte, quatro dias antes de completar 75 anos. Quando morreu trabalhava em seu terceiro romance, O Rei Baltazar, que deixou inconcluso.

### Obras
- 1939 - Olha para o céu, Frederico! (romance)
- 1964 - O coronel e o lobisomem (romance)
- 1970 - Porque Lulu Bergantim não atravessou o Rubicon (contos)
- 1972 - Um ninho de mafagafos cheio de mafagafinhos (contos)
- 1972 - Ninguém mata o arco-íris (crônicas)
- 1974 - Manequinho e o anjo de procissão
- 1983 - Notas de viagem ao Rio Negro
- 1979 - Se eu morrer, telefone para o céu (contos)
- 1984 - Os mágicos municipais

## Academia Brasileira de Letras
Em 1974 foi eleito membro da Academia Brasileira de Letras, ocupando a cadeira 31.